# Elliott Joslin
Elliot Proctor Joslin (ur. w czerwcu 1869 w Oxfordzie, zm. 28 stycznia 1962) – amerykański diabetolog i założyciel kliniki diabetologicznej Joslin Clinic.

## Życiorys
Kształcił się w Leicester Academy, Yale College i Harvard Medical School. Kształcenie podyplomowe odbywał w Massachusetts General Hospital, a potem także w Niemczech i Austrii.
W 1898 otworzył prywatną praktykę. Był jednym z pierwszych lekarzy, który wprowadził stosowanie, odkrytej w 1922, insuliny do leczenia cukrzycy. Jego wielkim wkładem w terapię cukrzycy jest wypracowanie i wprowadzenie metod edukacji pacjentów dla osiągnięcia sukcesu terapeutycznego. Metoda Joslina zastosowania właściwej diety i wysiłku fizycznego okazała się skuteczna w zmniejszeniu śmiertelności chorych jeszcze przed wprowadzeniem insuliny. Jako pierwszy na świecie w 1940 wprowadził monitorowanie poziomu glukozy we krwi, który stał się wzorem dla domowego monitorowania poziomu glukozy przez pacjenta za pomocą glukometru. Joslin stał na stanowisku, że należy dążyć do ścisłego wyrównania glikemii dla uniknięcia naczyniowych powikłań cukrzycy. W czasie jego działalności wzbudzało kontrowersje, jednak znalazło potwierdzenie w wynikach badań naukowych przeprowadzonych pod nazwą Diabetes Control and Complications Trial (DCCT) i ogłoszonych w 1993.